# 7인의 밀사
"7인의 밀사"는 한국에서 제작된 고영남 감독의 1968년 영화이다. 박노식 등이 주연으로 출연하였고 김형근 등이 제작에 참여하였다.

## 출연

### 주연
- 박노식
- 허장강
- 문정숙
- 김승호

## 제작진
- 조명: 김연
- 미술: 노인택